# Талах Віктор Миколайович
Віктор Миколайович Талах (нар. 1963, Балхаш) — український історик, фахівець у галузі культури, мов і писань народів доколумбової Америки, автор першого українського підручника з ієрогліфічного письма майя.

## Життєпис
Народився 1963 року у м. Балхаш Карагандинської області Казахської РСР.
1980 року закінчив середню школу № 16 м. Балхаш.
З вересня 1980 року живе у Києві.
Випускник історичного (1985) та юридичного (2001) факультетів Київського університету.

## Праці
- Талах В. Н. Рожденный под знаком кометы: Митридат Эвпатор Дионис. — Одесса, 2006[1]. — 208 с.

- издание второе, исправленное / Ред. В. Н. Талах, С. А. Куприенко. — К. : Видавець Купрієнко С. А, 2013. — 215 с.

- Все, что ни пожелает царь Деметрий / Ред. и пер. С. А. Куприенко, В. Н. Талах. — К. : Видавець Купрієнко С. А, 2013. — 229 с. — ISBN 978-617-7085-01-9. В издании приведены переводы текстов 18-20 книг Диодора Сицилийского (предыдущий был издан в 1775 году), Афинея, "Вавилонской клинописной хроники диадохов"[en], "Парийского мрамора" и ряда других источников, до настоящего времени на русский язык не переводившихся.
- Віктор Талах. Вступ до ієрогліфічної писемності майя. — Київ, 2010. — 231 с.
- Кодекс Мальябекки / Ред. и пер. В. Н. Талах, С. А. Куприенко. — К. : Видавець Купрієнко С. А, 2013. — 202 с. — ISBN 978-617-7085-04-0.
- Кодекс Мендоса / Ред. и пер. С. А. Куприенко, В. Н. Талах. — К. : Видавець Купрієнко С. А, 2013. — 308 с. — ISBN 978-617-7085-05-7.
- Мексиканская рукопись 385 «Кодекс Теллериано-Ременсис» (с дополнениями из Кодекса Риос) / Ред. и пер. С. А. Куприенко, В. Н. Талах. — К. : Видавець Купрієнко С. А, 2013. — 317 с. — ISBN 978-617-7085-06-4.
- Талах В. Н., Куприенко С. А. Америка первоначальная. Источники по истории майя, нава (астеков) и инков / Ред. В. Н. Талах, С. А. Куприенко. — К. : Видавець Купрієнко С. А, 2013. — 370 с. — ISBN 978-617-7085-00-2.
- Рубель В. А., Талах В. Н., Куприенко С. А. Историки Доколумбовой Америки и Конкисты. Трактат о происхождении и правлении Инков. — К. : Либідь, 2016. — 440 с. — ISBN 978-966-06-0717-0.
- Лас-Касас Бартоломе де. Найстисліше повідомлення про сплюндрювання Індій (ісп. Breuíssima relación de la destruyción de las Indias ...). Переклад, нотатки, передмова та додатки В. М. Талаха. — «Мислене древо», Київ, 2023.